# Petr Kaňkovský
Petr Kaňkovský, češki kitarist in pevec, * 12. marec 1943, Češkoslovaška.

## Kariera
Kaňkovský se je leta 1975 pridružil jazz skupini Banjo Band, kjer je igral kitaro in pel. Skupino je zapustil v poznih 1980. letih, na velikem koncertu leta 2012 pa je tako kot nekateri drugi bivši člani nastopil s skupino.